# Sergio Fernández Álvarez
Sergio Fernández Álvarez (León, provincia de León, Castilla y León, España, 9 de febrero de 1975) es un exfutbolista español. Jugaba en la posición de defensa central y se retiró en el Real Murcia Club de Fútbol, que jugaba en la Segunda División de España. Actualmente es director deportivo del Deportivo Alavés. 

## Trayectoria como jugador
Sergio Fernández se formó en las categorías inferiores del Puente Castro Fútbol Club, equipo del famoso barrio leonés. Posteriormente se incorporó a los juveniles del CD Logroñés que le había seguido durante un tiempo. En el CD Logroñés jugó en su etapa juvenil, posteriormente en el filial, y pese a que entrenó con el primer equipo, nunca debutó de manera oficial. En la temporada 1996/97 juega en Segunda B con la Cultural y Deportiva Leonesa.
Debutó en Segunda División el 4 de enero de 1998 en el Estadio José Rico Pérez en un Hércules CF-CD Numancia de Soria (0-1). En la temporada 1998/99 disputó la promoción de ascenso a Segunda División con el Polideportivo Almería. El Polideportivo Almería denunció a Sergio tras fichar por el Fútbol Club Cartagena en verano de 1999.

### Cultural y Deportiva Leonesa
Tras haber militado en la temporada 1996-97 en la Cultu, regresa en la 2000/01 al equipo de su ciudad para tratar de lograr el ansiado ascenso a segunda división sin lograr tener éxito, se quedaron los tres años que estuvo a la puertas cayendo en la fase de ascenso. En verano de 2003 hace las maletas rumbo a Alicante para jugar en el Hércules de Alicante Club de Fútbol.

### Hércules CF
Fichó por el Hércules C. F. en verano de 2003 de la mano de la comisión deportiva encabezada por Eduardo Rodríguez Fernández. Debutó con la camiseta herculana en un CE Mataró-Hércules de la séptima jornada de la temporada 2003/04. Llevó el dorsal número 5 en el Hércules CF. Jugó 210 partidos en liga con el equipo alicantino que junto a su carácter de líder le convirtieron en un símbolo de la afición herculana.
Tras la marcha de Carlos Castro, fue el capitán hasta que en la temporada 2007/08 renunció a la capitanía por motivos personales. En la temporada 2008/09 volvió a ser el capitán del equipo tras el regreso al club del entrenador Juan Carlos Mandiá. Renovó su contrato en el conjunto herculano hasta junio de 2009. En abril de 2009 se anunció su renovación con un contrato que le vinculaba al club hasta el 30 de junio de 2010, con opción a otra temporada más si disputaba la mitad de los partidos de la categoría en la que milite el Hércules. Sin embargo hasta junio de 2009 dicho contrato no llegó a las manos del jugador, aunque si bien, el club modificó varias cláusulas que no se contemplaban inicialmente. La afición, reclamó de manera reiterada su continuidad en el último partido en casa contra el Albacete. Estos cambios de contrato no gustaron al jugador, que se sintió ninguneado, y las relaciones se enquistaron hasta el punto de que el 15 de junio de 2009, Sergio convocó una rueda de prensa para anunciar su marcha del club.

### Real Murcia
El 22 de junio de 2009 el Real Murcia anunció de manera oficial el fichaje de Sergio por una temporada con opción a otra más si disputa 15 encuentros.
Tras esta temporada, en la que el club desciende a Segunda División B, Sergio Fernández se retira del fútbol, pero asume el cargo de director deportivo del propio Real Murcia.

## Trayectoria como director deportivo

### Real Murcia
En su primer año en Murcia como director deportivo asciende al equipo a segunda división.

### Hércules CF
Su gran labor esa temporada hace que el equipo de su vida el Hércules CF le contrate por tres temporadas como director deportivo tras su descenso a segunda división. Una de las frases con la que despidió al Real Murcia fue que "Me voy porque me ha llamado álguién importante en mi vida" en referencia al Hércules

### Real Betis Balompié
Tras finalizar su desempeño como director deportivo del Hércules CF, se incorpora en diciembre de 2013 al cuerpo técnico de Juan Carlos Garrido como segundo entrenador en el Real Betis Balompié. 
Durante 2013/16 su labor en la sombra fue fundamental para el crecimiento deportivo de la Cultural, desde León se espera que algún día Sergio pueda disfrutar trabajando para su club y alcanzar grandes éxitos.

### SD Eibar
En julio de 2015, se convierte en secretario técnico de la SD Eibar.

### Deportivo Alavés
En junio de 2016 el  Deportivo Alavés y Josean Querejeta le brindaron la soñada oportunidad. Lo hizo convencido de su plan. Prescindió de José Bordalás, el técnico del ascenso, le dio el timón a Mauricio Pellegrino y en poco más de un mes levantó un nuevo edificio descubriendo para el gran público a jugadores como Marcos Llorente o Theo Hernández. Apenas superado el ecuador de la temporada, los resultados saltan a la vista: finalista de la Copa del Rey y una cómoda posición en la liga con la permanencia encarrilada.
.

## Clubes como Segundo Entrenador
| Club                | País   | Periodo   |
| ------------------- | ------ | --------- |
| Real Betis Balompié | España | 2013-2014 |

## Clubes como director deportivo
| Club             | País   | Periodo     |
| ---------------- | ------ | ----------- |
| Real Murcia CF   | España | 2010-2011   |
| Hércules CF      | España | 2011-2012   |
| SD Eibar         | España | 2015-2016   |
| Deportivo Alavés | España | 2016-Actual |

Personal
- Guarda mucha amistad con Rafa Guerrero, ex árbitro asistente internacional.[9]
- Posee un especial vínculo con Logroño donde estuvo jugando 5 temporadas en el histórico Club Deportivo Logroñés, y de donde es su mujer y su hija.[9]
- En el vestuario del Hércules CF le apodan cariñosamente el vinagre por su fuerte carácter en el terreno de juego.[9]

## Clubes como jugador
| Club                  | País   | Periodo   | Liga PJ (G) | Copa PJ (G) |
| --------------------- | ------ | --------- | ----------- | ----------- |
| CD Logroñés B         | España | 1993-1996 | XX (XX)     | XX (XX)     |
| Cultural Leonesa      | España | 1996-1997 | XX (XX)     | XX (XX)     |
| CD Aurrerá de Vitoria | España | 1997-1998 | XX (XX)     | XX (XX)     |
| CD Numancia           | España | 1998      | 3 (0)       | XX (XX)     |
| Polideportivo Almería | España | 1998-1999 | 36 (0)      | XX (XX)     |
| FC Cartagena          | España | 1999-2000 | 24 (0)      | 0 (0)       |
| Cultural Leonesa      | España | 2000-2001 | 40 (0)      | XX (XX)     |
| Cultural Leonesa      | España | 2001-2002 | 35 (0)      | XX (XX)     |
| Cultural Leonesa      | España | 2002-2003 | 33 (0)      | XX (XX)     |
| Hércules CF           | España | 2003-2004 | 29 (1)      | 0 (0)       |
| Hércules CF           | España | 2004-2005 | 39 (1)      | 0 (0)       |
| Hércules CF           | España | 2005-2006 | 38 (1)      | 1 (0)       |
| Hércules CF           | España | 2006-2007 | 34 (0)      | 2 (0)       |
| Hércules CF           | España | 2007-2008 | 32 (3)      | 1 (0)       |
| Hércules CF           | España | 2008-2009 | 38 (1)      | 2 (0)       |
| Real Murcia CF        | España | 2009-2010 | 39 (1)      | 1 (0)       |

## Palmarés
- Subcampeón de Segunda División B (Grupo II) con la Cultural Leonesa (2000/01).
- Subcampeón de Segunda División B (Grupo I) con la Cultural Leonesa (2001/02).
- Subcampeón de Segunda División B (Grupo III) y ascenso a Segunda División con el Hércules CF (2004/05).